# Rhegmatorhina
Genre
Rhegmatorhina est un genre de passereaux de la famille des Thamnophilidae, originaire d'Amérique du Sud.

## Liste des espèces
Selon la classification de référence du Congrès ornithologique international (version 6.4, 2016) :
- Rhegmatorhina gymnops Ridgway, 1888 — Fourmilier fuligineux
- Rhegmatorhina berlepschi (E. Snethlage, 1907) —  Fourmilier arlequin
- Rhegmatorhina hoffmannsi (Hellmayr, 1907) —  Fourmilier à poitrine blanche
- Rhegmatorhina cristata (Pelzeln, 1868) —  Fourmilier à huppe marron
- Rhegmatorhina melanosticta (P.L. Sclater & Salvin, 1880) —  Fourmilier chevelu
  - Rhegmatorhina melanosticta melanosticta (P.L. Sclater & Salvin, 1880)
  - Rhegmatorhina melanosticta brunneiceps Chapman, 1928
  - Rhegmatorhina melanosticta purusiana (E. Snethlage, 1908)
  - Rhegmatorhina melanosticta badia J.T. Zimmer, 1932